# San Pedro de Mérida
San Pedro de Mérida és un municipi de la província de Badajoz, a la comunitat autònoma d'Extremadura.